# 中国共産党上海市委員会
中国共産党上海市委員会（ちゅうごくきょうさんとうシャンハイしいいんかい）は中国共産党に所在する上海市を運営する組織である。
中国共産党上海市委員は中国共産党上海市大会という選挙によって選出される。大会が開催されていない期間は、中国共産党中央委員会の指示を上海市で実行し、上海市の行動を指導し、中国共産党中央委員会に定期的に報告する。

## 沿革
1921年8月、中国共産党は中国共産党上海地方委員会を設立した。1922年7月、中国共産党上海地方執行委員会兼区執行委員会と改名。1924年4月、中国共産党中央委員会の許可を得て、中国共産党上海地方執行委員会に改称した。1925年8月、中国共産党上海区執行委員会を設立した。
1927年6月の四・一二事件後、上海の中国共産党組織は崩壊し、中国共産党江蘇省委員会兼上海市委員会が設立された。1930年7月、中国共産党江蘇省総行動委員会を設立。1930年10月、中国共産党江南省委員会を設立。1931年1月、中国共産党江南省委員会は中国共産党江蘇省委員会に分離した。
1936年12月、中国共産党は上海で地方組織の設立を再開し、中国共産党（上海）臨時作業委員会を設立した。1937年7月に中国共産党上海三人組に再編した。1937年11月、上海三人組は解散され、その責任は中国共産党江蘇省委員会に統合した。1945年8月、中国共産党地下党上海市委員会を設立した。
文化大革命後、中国共産党上海市委員会が復活した。

## 職責
『中国共産党地方委員会工作条例』によると、中国共産党地方委員会は主に政治、思想と組織指導を実行し、以下の職能を担う：
1. 地域の主要な問題についての意思決定を行う。
2. 法的手続きを通じて、党組織の主張を地方の規制、地方政府の規則又はその他の政令にする。
3. 地域の思想文化宣伝工作に対する指導を強化し、イデオロギー工作の指導権、発言権をしっかりと掌握する。
4. 幹部管理権限に従い幹部を任免し、管理し、地方国家機関、政協組織、人民団体、国有企業事業単位等に重要幹部を推薦する。
5. 人民代表大会、政府、政治協商会議、裁判所、検察院、人民団体などが法により規約に基づき独立して責任を負い、協調一致して業務を展開することを支持・保証し、これらの組織における党グループの指導の核心的役割を発揮する。
6. 地域の群団活動と統一戦線活動に対する指導を強化する。
7. 所属する党組織と広範な党員を動員、組織し、大衆を団結させて党の目標任務を実現する。

## 構成機関
『上海市機構改革方案』によると、中国共産党上海市委員会には15の工作機関が設置され、工作機関が管理する機関（副庁級）が1つある。中国共産党上海市委員会は以下の機構を設置している：
- 中国共産党上海市委員会弁公庁

### スキル部門
- 中国共産党上海市委員会組織部
- 中国共産党上海市委員会宣伝部
- 中国共産党上海市委員会統一戦線工作部
- 中国共産党上海市委員会政法委員会

### 仕事部門
- 中国共産党上海市委員会組織部政策研究室
- 中国共産党上海市委員会組織部国家安全委員会弁公室
- 中国共産党上海市委員会網絡安全・情報化委員会弁公室
- 中国共産党上海市委員会財経委員会弁公室
- 中国共産党上海市委員会機構編成委員会弁公室
- 中国共産党上海市委員会軍民融合発展委員会弁公室
- 中国共産党上海市委員会台港澳工作弁公室
- 中国共産党上海市委員会巡回指導者小組弁公室
- 中国共産党上海市委員会老幹部局

### 派遣機関
- 中国共産党上海市委員会直属機関工作委員会

### 直属事業単位
- 中国共産党上海市委員会党校
- 上海社会主義学院
- 『上海日報』社
- 中国共産党上海市委員会党史研究院
- 上海市公文書館

……

### 作業組織が管理する機関
- 中国共産党上海市委員会機密局（省委員会弁公庁が管理する）

## 歴代の書記
| 肖像 | 氏名   | 就任           | 退任           | 注    |
| ---- | ------ | -------------- | -------------- | ----- |
|      | 饒漱石 | 1949年         | 1950年         |       |
|      | 陳毅   | 1950年         | 1954年         |       |
|      | 柯慶施 | 1954年         | 1965年         |       |
|      | 陳丕顕 | 1965年         | 1967年         |       |
|      | 張春橋 | 1971年         | 1976年         |       |
|      | 蘇振華 | 1976年         | 1979年         |       |
|      | 彭沖   | 1979年         | 1980年         |       |
|      | 陳国棟 | 1980年         | 1985年         |       |
|      | 芮杏文 | 1985年         | 1987年         |       |
|      | 江沢民 | 1987年11月27日 | 1989年8月1日   |       |
|      | 朱鎔基 | 1989年8月1日   | 1991年3月20日  |       |
|      | 呉邦国 | 1991年3月20日  | 1994年9月28日  |       |
|      | 黄菊   | 1994年9月28日  | 2002年11月15日 |       |
|      | 陈良宇 | 2002年11月15日 | 2006年9月24日  | [ 1 ] |
|      | 韓正   | 2006年9月24日  | 2007年3月24日  | [ 2 ] |
|      | 習近平 | 2007年3月24日  | 2007年10月27日 | [ 3 ] |
|      | 兪正声 | 2007年10月27日 | 2012年11月20日 | [ 4 ] |
|      | 韓正   | 2012年11月20日 | 2017年10月29日 | [ 2 ] |
|      | 李強   | 2017年10月29日 | 2022年10月28日 | [ 5 ] |
|      | 陳吉寧 | 2022年10月28日 | 現在           | [ 6 ] |

## 歴代の構成員
第七期市委（1997年12月25日－2002年5月29日）
- 書記：黄菊
- 副書記：徐匡迪、王力平、陳良宇、孟建柱、龔学平
- 常務委員：羅世謙、金炳華、張惠新、王文恵、蔣以任、韓正、劉雲耕

第八期市委（2002年5月29日－2007年5月28日）
- 書記：黄菊（－2002年10月22日）、 陳良宇（2002年10月22日－2006年9月24日）、韓正（2006年9月－2007年3月、代理）、習近平（2007年3月－）
- 副書記：陳良宇、劉雲耕、羅世謙、韓正、殷一璀（女）
- 常務委員：王文惠、王安順、黄躍金、呉志明（政法委書記）、馮国勤、周禹鵬、范徳官、王仲偉

第九期市委（2007年5月28日－2012年5月22日）
- 書記：習近平（－2007年10月）、兪正声（2007年10月27日－）
- 副書記：韓正、殷一璀
- 常務委員：沈徳詠（－2008年4月、紀委書記）、呉志明（政法委書記）、王仲偉（ - 2009年11月、宣伝部長）、沈紅光（ - 2011年5月、組織部長）、杜家毫、楊暁渡、江勤宏、楊雄、丁薛祥、徐麟、李希（2011年5月 - 、組織部長）

第十期市委（2012年5月22日－2017年5月12日）
- 書記：兪正声（－2012年11月20日）、韓正（2012年11月20日－）
- 副書記：韓正（-2012年12月）、殷一璀（-2013年4月）、楊雄（2012年12月-2017年1月）、李希（2013年4月-2014年4月）、応勇（2014年6月-）、尹弘（2017年3月-）
- 常務委員：兪正声（-2012年12月）、韓正、殷一璀（-2013年4月）、楊雄（2012年12月-2017年1月）[7]、楊暁渡（-2013年10月）、屠光紹（-2016年6月）、楊振武（-2013年4月）、李希（-2014年4月）、丁薛祥（-2013年5月）、徐麟（-2015年6月）、艾宝俊（-2015年11月）、沙海林、尹弘、朱爭平（2012年9月-2014年3月）、応勇（2013年4月-）、朱生嶺（2013年6月-2014年12月）、沈暁明（2013年6月-2016年9月）、姜平（2013年7月-）、侯凱（2013年11月-2016年12月）、徐沢洲（2014年7月-）、何衛東（2015年2月-2016年7月）、董雲虎（2015年8月-）、周波（2016年11月-）、廖国勛（土家族）（2016年12月-）、呉靖平（2017年3月-）、翁祖亮（2017年3月-）

第十一期市委（2017年5月12日－2022年6月28日）
- 書記：韓正（－2017年10月29日）、李強（2017年10月29日－）
- 副書記：応勇（-2020年2月）、尹弘（-2019年11月）、廖国勛（土家族、2020年2月-2020年8月）、龔正（2020年3月-）、于紹良（2020年10月-2022年2月）、諸葛宇杰（2022年3月-）[8]
- 常務委員：韓正（-2017年10月）、応勇（-2020年2月）、尹弘（-2019年11月）、董雲虎（-2018年5月）、廖国勛（土家族、-2020年8月）、呉靖平（-2018年5月）、周波（-2019年2月）、陳寅（-2021年10月）、翁祖亮（-2021年7月）、諸葛宇杰、施小琳（女）（-2018年5月）、李強（2017年10月-）、淩希（2017年12月-2021年5月）、周慧琳（2018年5月-）、鄭鋼渺（2018年6月-）、于紹良（2018年7月-2022年2月）、呉清（2019年9月-）、龔正（2020年3月-）、劉学新（2020年5月-）、胡文容（2020年12月-）、朱芝松（2021年1月-）、劉傑（2021年5月-）[9]、趙嘉鳴（2022年3月-）、陳金山（2022年3月-）[10]

第十二期市委（2022年6月28日－）
- 書記：李強（－2022年10月28日）、陳吉寧（2022年10月28日－）
- 副書記：龔正、諸葛宇杰（-2023年3月）、呉清（2023年7月-2024年2月）、朱忠明（2024年7月-）
- 常務委員：李強（-2022年10月）、龔正、諸葛宇杰（-2023年3月）、劉学新（-2022年10月）、呉清（2023年7月-2024年2月）、胡文容（-2023年1月）、趙嘉鳴、陳通、朱芝松（－2024年11月、被查）、張為、陳金山、郭芳（女）（-2023年6月）、李仰哲（2022年10月-）、陳吉寧（2022年10月-）、胡世軍（2023年4月-）、李政（2023年7月-）、華源（2024年2月-）、朱忠明（2024年7月-）、呉偉（2024年11月-）